# Das süße Jenseits
Das süße Jenseits (The Sweet Hereafter) ist ein zweifach Oscar-nominiertes Filmdrama des kanadischen Regisseurs Atom Egoyan aus dem Jahr 1997. Es basiert auf dem gleichnamigen Roman von Russell Banks. Das Drama variiert das Grundmotiv der Sage des Rattenfängers von Hameln.

## Handlung
In der kanadischen Gemeinde Sam Dent kommt eines Tages der Schulbus bei Glatteis von der Straße ab, fährt auf einen zugefrorenen See, bricht ein und versinkt. Der verwitwete Familienvater Billy Ansel, der es sich zur Gewohnheit gemacht hatte, täglich eine Weile hinter dem Bus herzufahren und dabei seinen eigenen Kindern auf der Rückbank des Busses zuzuwinken, wird ein hilfloser Zeuge dieser Tragödie. Die Mehrzahl der Kinder stirbt und die kleine Gemeinde steht unter Schock.
Die trauernden Hinterbliebenen erhalten Besuch von einem energisch wie vordergründig einfühlsam auftretenden Anwalt: Mitchell Stephens hat es sich zur Aufgabe gemacht, ihrem Schmerz und „Zorn eine Richtung zu geben“. Er möchte sie vertreten und schützen „vor einer Batterie von Anwälten“ auf der Gegenseite, die nur darauf aus seien, die Schmerzensgeldzahlungen an die Eltern herabzumindern. Zögerlich gehen nur einige der verbitterten Eltern sowie die Busfahrerin Dolores auf die beharrlichen Überzeugungsversuche des Anwalts ein. Eine Antwort, welche Person oder welches Unternehmen konkret an dem Unfall die Schuld trägt, kann Stephens nicht geben, er ist aber überzeugt, dass irgendjemand auf jeden Fall verantwortlich sein müsse. Schnell wird durch Telefongespräche des Anwalts mit seiner Tochter Zoe klar, dass er selbst schon lange den Draht zu seiner drogensüchtigen Tochter verloren hat und mit seiner eigenen Wut und Ohnmacht kämpft. Während einer Flugreise erzählt er Allison, einer ehemaligen Mitschülerin seiner Tochter, von seinem zermürbenden und vergeblich erscheinenden Kampf, seine Tochter zurückzugewinnen.
Die wenigen überlebenden Zeugen müssen, damit der Fall eine Chance vor Gericht hat, richtig aussagen. Eine Schlüsselrolle hat dabei insbesondere die seit dem Unfall auf den Rollstuhl angewiesene Nicole Burnell, die eine der ältesten Schülerinnen im Bus war und in der ersten Reihe saß. Billy Ansel, der als Beobachter des Unfalls ein wichtiger Zeuge wäre, möchte seinen Schmerz und Kummer nicht in einer langwierigen Gerichtsverhandlung vertiefen und boykottiert daher Stephens Arbeit. Er zieht es vor, im Dorf die Trauer gemeinsam zu bewältigen und sich wie bisher gegenseitig zu helfen. Ansel sucht die Eltern von Nicole auf und fordert diese auf, die Klage zurückzunehmen. Nicoles Vater, der mit seiner Tochter eine inzestuöse Beziehung hat, lehnt das mit Verweis auf das für Nicoles Behandlung benötigte Geld ab. Nicole hört das Gespräch ihrer Eltern mit Ansel mit.
Bei ihrer Befragung behauptet Nicole, dass die Busfahrerin Dolores viel zu schnell gefahren sei, was alle Beteiligten sofort als Falschaussage erkennen. Da ihre Glaubwürdigkeit zerstört und Dolores ohnehin kaum Geld hätte, ist eine erfolgreiche Klage unmöglich geworden. Stephens verlässt das Dorf, zwei Jahre später sieht er in einer Großstadt Dolores als Busfahrerin arbeiten.

## Hintergrund
Als Vorlage des Filmes diente der 1991 erschienene Roman Das süße Jenseits (The Sweet Hereafter) des US-amerikanischen Schriftstellers Russell Banks, der im Film auch kurz in der Nebenrolle des Dr. Robeson zu sehen ist. Banks kam auf das Romanthema durch einen Busunfall im texanischen Alton im Jahr 1989, bei dem 21 Schulkinder starben und viele weitere verletzt wurden, als der Bus über zehn Meter tief in eine Wassergrube fiel. Verursacht wurde der Unfall, anders als in Banks’ Roman und im Film, konkret durch die Kollision mit einem Lastwagen, der der Firma Coca-Cola gehörte. Bereits bei den Beerdigungen und Gedenkveranstaltungen tauchten viele Anwälte auf, die Coca-Cola verklagen wollten. Bis zum Jahr 2009 musste Coca-Cola rund 144 Millionen US-Dollar Schadenersatz auszahlen, wobei davon rund 50 US-Millionen an die Anwälte gingen. Viele der Familien waren zuvor arm gewesen und durch das plötzliche Geld in Verbindung mit der Trauer überfordert.
Der Film besitzt erwähnenswerte Landschaftsaufnahmen (teilweise mit Helikopter) schneebedeckter Berge, lange ruhige Einstellungen und eine behutsame, poetisch-musikalische Untermalung. Die Erzählerstimme von Nicole durchzieht den Fortgang des Films wie ein roter Faden mit der Sage vom Rattenfänger von Hameln. Die Kamera nimmt dabei close ups von den Illustrationen Kate Greenaways in einem alten Bilderbuch, während Nicole dieses den Kindern von Billy Ansel als Gutenachtgeschichte vorliest.
Eine weitere Bedeutungsebene des Films behandelt die unausgesprochene Frage, wie ein funktionierendes und harmonisches Zusammenleben möglich ist und wie rasch es zusammenbrechen kann. Unter anderem wird dies deutlich am Kontrast zu den örtlichen „Hippie“-Eltern, den Ottos, die sich besonders liebevoll um ihren Sohn kümmerten. Hier nehmen Hippies einmal keine Außenseiterrolle in einem Gemeinwesen ein, denn sie werden von ihren Nachbarn geachtet, auch wenn sie keine Kirchgänger sind. Der Filmtitel spielt auf das an, was die Kinder von Hameln an Wunderbarem im Berg sehen durften.
Das Lied Courage von The Tragically Hip wird sowohl von diesen als auch von der Darstellerin Sarah Polley gesungen.
Aufgenommen wurde der Film in den Ortschaften Merritt und Spences Bridge in British Columbia, in Stouffville, Ontario sowie Toronto.

## Synchronisation
| Rolle                    | Schauspieler          | Dt. Synchronstimme       |
| ------------------------ | --------------------- | ------------------------ |
| Mitchell Stevens         | Ian Holm              | Mogens von Gadow         |
| Nicole Burnell           | Sarah Polley          | Stefanie von Lerchenfeld |
| Billy Ansel              | Bruce Greenwood       | Oliver Stritzel          |
| Sam Burnell              | Tom McCamus           | Walter von Hauff         |
| Mary Burnell             | Brooke Johnson        | Christina Hoeltel        |
| Wanda Otto               | Arsinée Khanjian      | Dagmar Heller            |
| Zoe Stephens             | Caerthan Banks        | Sandra Schwittau         |
| Allison, Flugpassagierin | Stephanie Morgenstern | Claudia Lössl            |
| Stewardess               | Kirsten Kieferle      | Angelika Bender          |

## Kritiken
Das süße Jenseits wurde mit herausragenden Kritiken bedacht. James Berardinelli schrieb: „Film kann kraftvoller nicht sein: Ein Drama, das die Seele erschüttert, und doch ganz frei von jeder Spur der Manipulation, Sentimentalität oder Süßlichkeit.“ 
Auch in Deutschland fielen die Stimmen zu dem Film positiv aus. Die Zeitschrift Cinema schrieb: „Mit 'Das süße Jenseits' hat Egoyan seinen Anspruch, 'Kino muß in erster Linie verführen, Gefühle ansprechen, poetisch sein' […] erfüllt. Die Umsetzung eines Romans von seinem Landsmann Russell Banks trifft mit stiller Urgewalt ins Epizentrum Herz. Und bleibt dort lange haften.“ Das Dirk Jasper FilmLexikon schreibt, es sei „ein bewegender Film über Verlust und Trauer und die Verantwortung, die wir alle für das Schicksal unserer Kinder tragen.“ Der Filmdienst urteilt: „Ein intensiver, eindringlicher Film über Verlust und Leid, der als Lehrbuch in Sachen überlebenswichtiger Trauerarbeit verstanden werden kann. Trotz des bewegenden Themas hält die sehr artifizielle Machart den Zuschauer zugleich auf eine gewisse Distanz und ermöglicht ihm so eine weitgehend emotionsfreie Auseinandersetzung mit existentiellen Sinnfragen. (Kinotipp der katholischen Filmkritik)“ Andreas Kilb war in Die Zeit ebenfalls positiv gestimmt. Der Film verbinde „die Träume und die Tragödien des Lebens miteinander“ und sei trotz seiner „vielen Vor- und Rückblenden, seiner wilden Wechsel zwischen Vergangenheit, Gegenwart und Zukunft der Erzählung“ nicht verwirrend. „Der Film ist ganz klar, weil er sich ganz seinen Figuren hingibt.“
2003 erstellte die Bundeszentrale für politische Bildung in Zusammenarbeit mit zahlreichen Filmschaffenden einen Filmkanon für die Arbeit an Schulen und nahm diesen Film in ihre Liste mit auf.

## Auszeichnungen
Das süße Jenseits erhielt unter anderem folgende Auszeichnungen:
- Bei den Internationalen Filmfestspielen von Cannes 1997 ausgezeichnet mit: Großer Preis der Jury, FIPRESCI-Preis der internationalen Filmkritik, Preis der Ökumenischen Jury. Nominiert für die Goldene Palme.
- Der Film erhielt 1998 zwei Nominierungen für den Oscar: Beste Regie und Bestes Adaptiertes Drehbuch.
- 7 Genie Awards und 9 Nominierungen 1997.
- Independent Spirit Awards 1998: Bester ausländischer Film.
- BSFC-Award 1997: Beste Nebendarstellerin.
- Toronto International Film Festival 1997 für Atom Egoyan.
- Goldene Ähre der Semana Internacional de Cine de Valladolid 1997.
- National Board of Review 1997: Beste schauspielerische Leistung eines Ensembles.
- Der Film wurde im Jahr 2004 beim Toronto International Film Festival an die dritte Stelle der Liste der zehn besten kanadischen Filme aller Zeiten gewählt.

## DVD-Veröffentlichung
- Das süße Jenseits. Kinowelt Home Entertainment 2007